# Løvstikke
Løvstikke (Levisticum officinale), også kaldet maggiurt, er en kraftigt voksende, flerårig skærmplante med oprette, hule stængler. Bladene er sellerilignende, store og dobbelt fjersnitdelte med hel rand. Oversiden er mørkegrøn, mens undersiden er lysegrøn. Planten blomstrer i juli-august med endestillede skærme af bleggule blomster. Frugterne er nødder, som spaltes ved modenhed.
Ikke-synlige træk
Rodnettet består af en tyk, lodret jordstængel, kraftige hovedrødder og ret tykke siderødder.
Højde x bredde
2 x 1 m (200 x 30 cm/år).

## Hjemsted
Plantens egentlige hjemegn er ukendt, men man regner med, at den stammer fra fugtige bjergskove i Centralasien eller fra det nordlige Iran. Planten er nævnt i Karl den Stores kapitularium og har været brugt som køkkenurt og lægeplante siden da. I dag er den naturaliseret mange steder i Asien, Nord- og Sydamerika og i Europa (herunder i Danmark). Overalt er den bedst på en veldrænet og dybmuldet, næringsrig jord med et pH mellem 5 og 7,6. Usædvanligt for krydderurter er det, at den foretrækker let skygge og skal have vand i tørkeperioder.

## Anvendelse
Af planten kan anvendes både blade, frø og rod. Plantens friske skud anvendes som krydderurt og har en kraftig smag af selleri. Kan bruges i supper, saucer og kødretter. Med lidt forsigtighed kan løvstikkens blade også bruges i salat, men de smager temmelig kraftigt igennem. Løvstikkefrø anvendes som krydderi, enten hele eller stødte. Frøene har en let bitter sellerismag og kan anvendes i begrænset mængde i salater, supper, marinader og farseringer. Løvstikkeroden bruges kun medicinsk. Et udtræk af løvstikkerod virker vanddrivende, luftdrivende og krampeløsende. Den æteriske olie har antibiotiske egenskaber, og de vigtigste bestanddele af olien er β-phellandren (42,5 %), α-terpineol (27,9 %), cis-ocimen (7,5 %) og dehydro-1,8-cineol (6,8 %).
Løvstikken hørte i ældre tid til en af den folkelige dyrlægekunsts mest anvendte remedier. Af denne grund fandtes den i de fleste ældre bønderhaver fra før 1900. Den antikke græske forfatter Pedanios Dioskurides beskrev den som et anvendeligt universalmiddel i det 1. århundrede efter vor tidsregning, og den blev snart udbredt blandt munkene i middelalderen og kom til Danmark i 1100-tallet. Planten blev både anvendt hel, nogle gange en buket af den bundet om koens hale for at værne mod onde ånder, andre gange kogt i vand som "løvstikkevand", eller kogt sammen med sod og salt til en grød der blev givet til syge køer.